# Steven David
Pour les articles homonymes, voir David (patronyme).
Pas d'image ? Cliquez ici

a Compétitions nationales et continentales officielles uniquement.

Dernière mise à jour le 24 septembre 2022.
Steven David, né le 19 juillet 1994, est un joueur français de rugby à XV évoluant au poste de troisième ligne.

## Biographie
Steven David commence le rugby à Bobigny en catégorie benjamins, puis rejoint le centre de formation de Massy à l’âge de 17 ans. Il fait ses débuts en équipe première en septembre 2015. Après quatre saisons, il signe à Biarritz grâce à une clause de libération de son contrat à la suite de la descente de Massy en Fédérale 1. Après avoir participé à la remontée du BO en Top 14, il s'engage à Valence Romans en 2021. Une saison plus tard, il rejoint l'USO Nevers.